# Rod Steiger
Rodney Stephen Steiger (ur. 14 kwietnia 1925 w Westhampton, zm. 9 lipca 2002 w Los Angeles) – amerykański aktor filmowy, teatralny i telewizyjny pochodzenia francuskiego, szkockiego i niemieckiego. Laureat Oscara. Był aktorem bardzo wszechstronnym, jego filmografia liczy ponad 100 pozycji.

## Życiorys

### Wczesne lata
Urodził się w Westhampton na Long Island w rodzinie luterańskiej jako syn Lorraine (z domu Driver) i Fredericka Steigera. Uczęszczał do szkoły publicznej w Irvington, Bloomfield, Newark w stanie New Jersey.
W wieku 16 lat zaciągnął się do Marynarki Wojennej i w czasie II wojny światowej służył na Pacyfiku (1941–45).

### Kariera
Po wojnie rozpoczął karierę teatralną, grając w spektaklach: Curse you, Jack Dalton! (1946) w Civic Repertory Theatre of Newark i Proces Mary Dugan (The Trial of Mary Dugan). Zawodu uczył się w Actors Studio, studiu aktorskim Dramatic Workshop Elii Kazana i Lee Strasberga. Po debiucie na Broadway w Night Music (1951), wystąpił jako telegrafista w Seagulls Over Sorrento w John Golden Theatre (11 września 1952).
Pojawiał się też w serialach telewizyjnych: Danger (1950–53), Lux Video Theatre (1951), Out There (1951), Tales of Tomorrow (1952–53), The Gulf Playhouse (1953), Medallion Theatre (1953), Goodyear Television Playhouse (1953), Kraft Theatre (1952–54), The Philco Television Playhouse (1951–55) i Schlitz Playhouse of Stars (1957–58). W kinie zadebiutował w niewielkiej roli jako Frank w dramacie Freda Zinnemanna Teresa (1951) z Pier Angeli. Uznanie przyniosła mu rola prawnika Charleya „the Genta” Malloya, brata gangstera (Marlon Brando), w dramacie kryminalnym Na nabrzeżach (On the Waterfront, 1954) Kazana. Kreacja w tym filmie przyniosła mu nominację do Oscara.
Zagrał potem w dramacie kryminalnym Roberta Aldricha Wielki nóż (The Big Knife, 1955) z Shelley Winters, westernie muzycznym Freda Zinnemanna Oklahoma! (1955), dreszczowcu Kena Annakina Across the Bridge (1957), westernie Run of the Arrow (1957) i biograficznym Al Capone (1959) jako tytułowy Al Capone.
Kolejną nominację do Oscara otrzymał za rolę profesora uniwersytetu Sola Nazermana w dramacie wojennym Sidneya Lumeta Lombardzista (The Pawnbroker, 1964). Następnie wystąpił w melodramacie Davida Leana Doktor Żywago (Doctor Zhivago, 1965) wg powieści Borisa Pasternaka jako Wiktor Hipolitowicz Komarowski. Oscara zdobył za kreację Billa Gillespie, szefa policji w małym miasteczku w 1968 – w antyrasistowskim dramacie W upalną noc (1967).
Grał główne role w czarnej komedii Jacka Smighta Nie traktuje się tak damy (No Way to Treat a Lady, 1968), adaptacji sztuki Kurta Vonneguta W dniu urodzin Wandy June (Happy Birthday, Wanda June, 1971) w reż. Marka Robsona, dramacie Richarda C. Sarafiana Lolly-Madonna XXX (1973) z Jeffa Bridgesa, dramacie biograficznym Carla Lizzaniego Mussolini - Ostatni akt (Mussolini: Ultimo atto, 1974) jako Benito Mussolini, dramacie Portrait of a Hitman (1977), miniserialu biblijnym Franca Zeffirelliego Jezus z Nazaretu (Jesus of Nazareth, 1977) jako Poncjusz Piłat, dramacie Normana Jewisona F.I.S.T. (1978) jako senator Andrew Madison z Sylvestrem Stallone, horrorze Stuarta Rosenberga The Amityville Horror (1979) z Margot Kidder, a także miniserialu ABC Żony Hollywood (Hollywood Wives, 1985) wg powieści Jackie Collins jako arogancki szef hollywoodzkiego studia Oliver Easterne u boku Candice Bergen, Angie Dickinson i Anthony’ego Hopkinsa oraz biograficznym miniserialu CBS Sinatra (1992) jako Sam Giancana.

## Życie prywatne
Był pięciokrotnie żonaty. Jego drugą żoną (w latach 1959-69) była aktorka Claire Bloom. Z tego związku miał córkę Annę (ur. 1960), która została śpiewaczką operową. Z czwartego małżeństwa miał jeszcze syna Michaela (ur. 1993).
Zmarł w wieku 77 lat w wyniku zapalenia płuc i komplikacji po operacji usunięcia guza pęcherzyka żółciowego. Pochowany na cmentarzu w Los Angeles.
Według tzw. liczby Bacona jest najbardziej powiązanym z innymi aktorami aktorem w historii kina.

## Filmografia
- Teresa (1951) jako Frank
- Na nabrzeżach (1954) jako Charley Malloy
- Wielki nóż (1955) jako Stanley Shriner Hoff
- Billy Mitchell przed sądem wojskowym (1955) jako mjr. Allen W. Gullion
- Oklahoma! (1955) jako Jud Fry
- Ranczo w dolinie (1956) jako Pinky
- Tym cięższy ich upadek (1956) jako Nick Benko
- Powrót z wieczności (1956) jako Vasquel
- Al Capone (1959) jako Al Capone
- Wyprawa siedmiu złodziei (1960) jako Paul Mason
- Najdłuższy dzień (1962) jako dowódca niszczyciela
- Ręce nad miastem (1963) jako Edoardo Nottola
- Lombardzista (1964) jako Sol Nazerman
- Nieodżałowani (1965) jako pan Joyboy
- I przyszedł człowiek (1965) jako mediator
- Doktor Żywago (1965) jako Wiktor Komarowski
- W upalną noc (1967) jako Bill Gillespie, szef policji
- Człowiek ilustrowany (1969) jako Carl
- Waterloo (1970) jako Napoleon Bonaparte
- Garść dynamitu (1971) jako Juan Miranda
- Mussolini: ostatni akt (1974) jako Benito Mussolini
- Lucky Luciano (1974) jako Gene Giannini
- Niewinni o brudnych rękach (1974) jako Louis Wormser
- Jezus z Nazaretu (1977) jako Poncjusz Piłat
- F.I.S.T. (1978) jako senator Andrew Madison
- Miłość i kule (1979) jako Joe Bomposa
- Steiner – Żelazny krzyż 2 (1979) jako gen. Webster
- Amityville Horror (1979) jako o. Delaney
- Omar Mukhtar (1981; znany także pod tytułem Lew pustyni) jako Benito Mussolini
- Prawdziwa twarz (1984) jako porucznik McGreavy
- Miecz Gideona (1986) jako Mordechai Samuels
- Amerykański gotyk (1988) jako dziadek
- Styczniowy człowiek (1989) jako mjr. Eamon Flynn
- Czcigodni mordercy (1990) jako Charlie D’Amico
- Gracz (1992) – w roli siebie samego
- Specjalista (1994) jako Joe Leon
- Honor kawalerzysty (1995) jako płk. Owen Stuart
- Chłopcy bombowcy (1995) jako prezydent
- Psie łzy (1996; znany także pod tytułem Shiloh) jako dr Wallace
- Bajzel na kółkach (1996) jako pan Hammerman
- Marsjanie atakują! (1996) jako gen. Decker
- Ostatni skok (1997) jako Tony Vago
- Incognito (1997) jako Milton Donovan
- Młody (1997) jako Harry Sloan
- Dziedzictwo (1998) jako Sadler
- Dzielny pies Shiloh 2 (1999) jako dr Wallace
- Wariatka z Alabamy (1999) jako sędzia Louis Mead
- Huragan (1999) jako sędzia H. Lee Sarokin
- I stanie się koniec (1999) jako o. Kovak
- Latający Holender (2001) jako Ben

## Nagrody
- Nagroda Akademii Filmowej 1968: W upalną noc (Najlepszy Aktor Drugoplanowy)
- Złoty Glob 1967: W upalną noc (Najlepszy Aktor w Dramacie)
- Nagroda BAFTA
  - 1964: Lombardzista (Najlepszy Aktor Zagraniczny)
  - 1967: W upalną noc (Najlepszy Aktor Zagraniczny)
- Nagroda na MFF w Berlinie 1964: Lombardzista (Srebrny Niedźwiedź, Najlepszy Aktor)